# José Paranhos, visconte di Rio Branco
José Maria da Silva Paranhos, visconte di Rio Branco (Salvador de Bahia, 16 marzo 1819 – Rio de Janeiro, 1º novembre 1880), è stato un politico e diplomatico brasiliano, tra le figure più significative della politica brasiliana ottocentesca.
Nacque durante il regno di Giovanni VI del Portogallo, figlio di Agostinho da Silva Paranhos e Josefa Paranhos.
Studiò all'Accademia Navale diplomazia e matematica, rivelando una straordinaria intelligenza. Divenne successivamente insegnante all'Università Centrale (il futuro Politecnico).
Collaborò con riviste come O Novo Tempo, Correiro Mercantil, Jornal do Commercio e O Maribondo.
Fu segretario della missione speciale di Honório Carneiro Leão nel contesto della Guerra de la Plata nel 1851 e più tardi ambasciatore capo e inviato speciale in Argentina, Uruguay e Paraguay. Fu uno dei fondatori del partito conservatore brasiliano e confidente dell'imperatore Pietro II del Brasile.
Fu più volte deputato e ricoprì le cariche di ministro degli esteri, della guerra, della marina e dell'agricoltura.
Fu presidente del consiglio dei ministri dal 1871 al 1875. Quell'epoca fu perciò definita Ministero di Rio Branco.
Massone, fu Gran maestro del Grande Oriente del Brasile, di cui fu membro a partire dal 1840.
Il suo omonimo figlio fu ministro degli esteri dal 1902 al 1912.